# Championnat de France de rugby à XV de 2e division 1973-1974
Navigation
Championnat de France de 2e division 1972-1973 Championnat de France de 2e division 1974-1975

Le championnat de France de rugby à XV de 2e division 1973-1974 est l'antichambre de la première division groupe B. 

Les clubs classés aux quatre premières places de chaque poule sont qualifiés pour les seizièmes et classés de 1 à 32. Les matchs, comme la finale, se jouent sur terrain neutre. Le club qui gagne en finale est déclaré vainqueur de la compétition et accède à la première division ainsi que les équipes qualifiées pour les quarts de finale.
Le Cercle athlétique castelsarrasinois est champion de France de 2e division pour la saison 1973-1974 et accède à la première division groupe B pour la saison 1974-1975. Les clubs de US Salles, RC Châteaurenard, US Oyonnax, FC Oloron, SC Mazamet, AS Saint-Médard-en-Jalles et du Stade cadurcien, qualifiés pour les quarts de finale accèdent également à la première division pour l'année 1974-1975. Il y a 8 équipes reléguées de première division, et 16 équipes promues, ayant participé aux huitièmes de finale du championnat de France de troisième division de la saison 1972-1973.

## Pré saison
| Promus - US Mugron Champion - Anglet ORC Finaliste - SO Millau - FC Tournon-Tain |

| Relégués - US Cognac - USA Limoges - FC Oloron - Stade ruthénois - Avenir aturin - Stade poitevin - Olympique de Besançon - AS Soustons |
| |

## Phase de qualification
Les clubs classés aux quatre premières places de chaque poule sont qualifiés pour les seizièmes et classés de 1 à 32. Les matchs, comme la finale, se jouent sur terrain neutre. Le club qui gagne en finale est déclaré vainqueur de la compétition et accède à la première division ainsi que les équipes qualifiées pour les quarts de finale.

### Poule 1
- Rugby club d'Arras
- Clamart Rugby Club 92
- Rouen Normandie rugby
- PUC
- AS Police de Paris
- Stade nantais rugby
- Courbevoie Sport
- Rugby Club de Trignac

### Poule 2
- CASG
- RC Sablais
- Niort rugby club
- ASPTT Paris
- RO Cholet
- Stade poitevin rugby
- Union athlétique libournaise
- AS Saint-Médard-en-Jalles

### Poule 3
- Stade Foyen
- Club athlétique sarladais Périgord noir
- Bordeaux EC
- Stade langonnais
- Union sportive cognaçaise
- Union sportive de Salles
- US Nérac
- stade Saint Livradais

### Poule 4
- SA Arcachon
- Stade hendayais
- Anglet olympique rugby club
- Union sportive Orthez rugby
- Avenir aturin rugby
- Association sportive soustonnaise rugby
- UA Gujan Mestras
- ES Lembeye

### Poule 5
- Sport athlétique saint-séverin
- Sport athlétique hagetmautien
- Football club oloronais
- Union sportive Coarraze Nay rugby
- Association sportive fleurantine
- UA Vicoise
- SA Monein
- US Mugron

### Poule 6
- Lombez Samatan club
- RS Mauvezin
- Cercle amical lannemezanais
- Sporting Club appaméen
- Étoile sportive gimontoise rugby
- Cercle athlétique castelsarrasinois
- SC Rieumes
- US Montréjeau

### Poule 7
- Stade ruthénois
- Sporting Club decazevillois
- stade cadurcien
- USA Limoges
- Association sportive Saint-Junien rugby
- US Objat
- US Ussel
- AS Villemur

### Poule 8
- TOEC
- Groupe sportif figeacois
- Sporting Club mazamétain
- Céret sportif
- Toulouse Université Club
- Stade Piscenois
- Police Toulouse
- JO Prades

### Poule 9
- Stade olympique millavois rugby Aveyron
- Football club villefranchois
- Étoile sportive catalane
- Union sportive thuirinoise
- Union sportive carcassonnaise XV
- Union athlétique saverdunoise
- US Foix
- RC Revel

### Poule 10
- Stade montluçonnais
- Stade clermontois
- Union sportive issoirienne rugby
- Association sportive mâconnaise
- Association sportive roannaise XV
- AS Bortoise
- Rhodia RC
- PTT Lyon

### Poule 11
- US Oyonnax
- Club sportif de Vienne rugby
- Union montilienne sportive rugby
- AS Pierrelatte
- Olympique de Besançon
- FC Tournon
- US Dole
- US Bellegarde

### Poule 12
- Union sportive Annecy
- Union sportive vizilloise rugby
- Stade olympique voironnais
- Rugby club Châteaurenard
- AS Bédarrides
- Stade union cavaillonnais
- Saint-Savin sports
- SC Salon

## Phase finale

### Seizièmes de finale
|  | US Salles | 16 - 16 (ap) | US Cognac | Lormont |
|  |           |              |           | Lormont |
|  |           |              |           | Lormont |

|  | AS Police de Paris (ASPP) | 11 - 6 | RO Choletais | Tours |
|  |                           |        |              | Tours |
|  |                           |        |              | Tours |

|  | AS Saint-Médard-en-Jalles | 6 - 0 | CSM Clamart | Vierzon |
|  |                           |       |             | Vierzon |
|  |                           |       |             | Vierzon |

|  | CA Sarlat | 12 - 10 | Stade langonnais | Villeneuve-sur-Lot |
|  |           |         |                  | Villeneuve-sur-Lot |
|  |           |         |                  | Villeneuve-sur-Lot |

|  | FC Oloron | 19 - 12 | SA Arcachon | Saint-Sever |
|  |           |         |             | Saint-Sever |
|  |           |         |             | Saint-Sever |

|  | CA Castelsarrasin | 11 - 6 | US Coarraze Nay | Saint-Gaudens |
|  |                   |        |                 | Saint-Gaudens |
|  |                   |        |                 | Saint-Gaudens |

|  | AS Fleurance | 14 - 9 | Stade hendayais | Bizanos |
|  |              |        |                 | Bizanos |
|  |              |        |                 | Bizanos |

|  | Lombez Samatan club | 9 - 3 (ap) | SC Pamiers | Lavaur |
|  |                     |            |            | Lavaur |
|  |                     |            |            | Lavaur |

|  | Sporting Club decazevillois | 10 - 8 | USA Limoges | Ussel |
|  |                             |        |             | Ussel |
|  |                             |        |             | Ussel |

|  | SC Mazamet | 15 - 6 | ES Argelès | Pézenas |
|  |            |        |            | Pézenas |
|  |            |        |            | Pézenas |

|  | Stade cadurcien | 21 - 4 | Stade ruthénois | Prades |
|  |                 |        |                 | Prades |
|  |                 |        |                 | Prades |

|  | Toulouse UC | 9 - 3 | SO Millau | Mazamet |
|  |             |       |           | Mazamet |
|  |             |       |           | Mazamet |

|  | Rugby club Châteaurenard | 21 - 10 | US Annecy | Bourg-lès-Valence |
|  |                          |         |           | Bourg-lès-Valence |
|  |                          |         |           | Bourg-lès-Valence |

|  | US Oyonnax | 6 - 6 (ap) | UMS rugby Montélimar | Salaise-sur-Sanne |
|  |            |            |                      | Salaise-sur-Sanne |
|  |            |            |                      | Salaise-sur-Sanne |

|  | Stade montluçonnais | 18 - 15 | FC Tournon-Tain | Villefranche-sur-Saône |
|  |                     |         |                 | Villefranche-sur-Saône |
|  |                     |         |                 | Villefranche-sur-Saône |

|  | SO Voiron | 11 - 3 | CS Vienne | Bourgoin-Jallieu |
|  |           |        |           | Bourgoin-Jallieu |
|  |           |        |           | Bourgoin-Jallieu |

### Huitièmes de finale
|  | US Salles | 12 - 6 (ap) | CA Sarlat | Nérac |
|  |           |             |           | Nérac |
|  |           |             |           | Nérac |

|  | AS Saint-Médard-en-Jalles | 10 - 6 | AS Police de Paris (ASPP) | Poitiers |
|  |                           |        |                           | Poitiers |
|  |                           |        |                           | Poitiers |

|  | FC Oloron | 16 - 12 | AS Fleurance | Lannemezan |
|  |           |         |              | Lannemezan |
|  |           |         |              | Lannemezan |

|  | CA Castelsarrasin | 18 - 3 | Lombez Samatan club | Mauvezin [Laquelle ?] |
|  |                   |        |                     | Mauvezin [Laquelle ?] |
|  |                   |        |                     | Mauvezin [Laquelle ?] |

|  | Stade cadurcien | 24 - 15 | Sporting Club decazevillois | Albi |
|  |                 |         |                             | Albi |
|  |                 |         |                             | Albi |

|  | SC Mazamet | 13 - 6 | Toulouse UC | Gaillac |
|  |            |        |             | Gaillac |
|  |            |        |             | Gaillac |

|  | RC Châteaurenard | 10 - 6 | SO Voiron | La Voulte |
|  |                  |        |           | La Voulte |
|  |                  |        |           | La Voulte |

|  | US Oyonnax | 6 - 3 | Stade montluçonnais | Roanne |
|  |            |       |                     | Roanne |
|  |            |       |                     | Roanne |

### Quarts de finale
Les clubs participants aux quarts de finale joueront en 1re division la saison prochaine
|  | CA Castelsarrasin | 8 - 4 | FC Oloron | Condom |
|  |                   |       |           | Condom |
|  |                   |       |           | Condom |

|  | RC Châteaurenard | 26 - 12 | SC Mazamet | Montpellier |
|  |                  |         |            | Montpellier |
|  |                  |         |            | Montpellier |

|  | US Salles | 29 - 12 | AS Saint-Médard-en-Jalles | Libourne |
|  |           |         |                           | Libourne |
|  |           |         |                           | Libourne |

|  | US Oyonnax | 12 - 9 | Stade cadurcien | Issoire |
|  |            |        |                 | Issoire |
|  |            |        |                 | Issoire |

### Demi-finales
|  | US Salles | 12 - 0 | RC Châteaurenard | Aurillac |
|  |           |        |                  | Aurillac |
|  |           |        |                  | Aurillac |

|  | CA Castelsarrasin | 22 - 3 | US Oyonnax | Cavaillon |
|  |                   |        |            | Cavaillon |
|  |                   |        |            | Cavaillon |

### Finale
|  | CA castelsarrasinois | 21 - 10 | US Salles |  |
|  |                      |         |           |  |
|  |                      |         |           |  |